# Metropolia Palo
Metropolia Palo – jedna z 16 metropolii kościoła rzymskokatolickiego na Filipinach. Została erygowana 15 listopada 1982.

## Diecezje
- Archidiecezja Palo
  - Diecezja Borongan
  - Diecezja Calbayog
  - Diecezja Catarman
  - Diecezja Naval

## Metropolici
- Cipriano Urgel Villahermosa (1982-1985)
- Pedro Rosales Dean (1985-2006)
- Jose Serofia Palma (2006-2010)
- John Forrosuelo Du (od 2012)